# Joseph Ussermann
Joseph Ussermann auch Pater Aemillian (* 30. Oktober 1737 in St. Ulrich im Schwarzwald; † 27. Oktober 1798 in St. Blasien) war ein Benediktiner, Theologe, Philosoph, Priester, Bibliothekar und Professor.

## Leben
Joseph Ussermann stammte aus einfachen Verhältnissen und fiel durch seine außerordentliche Begabung und seinen Wissensdrang auf. Er besuchte zunächst das Gymnasium zu St. Peter. Hier erlernte er die alten Sprachen, Latein, Griechisch, Hebräisch sowie Musik und besuchte danach die Klosterschule in St. Blasien, an der er Theologie und Philosophie studierte. Im Mai 1757 trat er in den Orden ein und  erhielt den Ordensnamen Ämillian. Am 16. Mai ließ man ihn zur Priesterweihe zu. Aufgrund seiner Fähigkeiten berief man ihn alsbald an die Universität Salzburg, wo er den Lehrstuhl der Moraltheologie und der Hebräischen Literatur einnahm. Hier verfasste er ein Compendium zur Syntax des Hebräischen. Schon bald zog es ihn wieder in die Heimat zurück, wo er zum Klosterbibliothekar ernannt wurde. Die Bibliothek wurde unter ihm wesentlich erneuert, sodass diese wieder den Wert vor dem Brand von 1768 erreichte. Man bezeichnete Ussermann, der seine Bücher inwendig wie auswendig kannte, als die lebende Bibliothek. Nach nur vierjähriger Tätigkeit als Bibliothekar erlag er einer Krankheit.

## Werke
- Compendium syntaxeos hebraicae, unacum analysi libri Geneseos. Salisburgi 1769
- Prodromus Germaniae sacrae, sive chronicon Hermanni contracti, Peterhusanum, Bertholdi Constantiensis, Ottonis de S. Blasio aliaque. Typis San-Blasianis 1792
- Episcopatus Wirceburgensis sub metropoli Moguntina, chronologice et diplomatice illustratus. Cum codice probationum. Typis San-Blasianis, 1794
- Episcopatus Bambergensis sub sed apostolica, chronologice ac diplomatice illustratus. Cum codice probationum. Typis San-Blasianis 1802